# Dario Gjergja
Dario Gjergja (* 21. August 1975 in Zadar) ist ein kroatisch-belgischer Basketballtrainer.

## Werdegang
Gjergja war Jugendtrainer beim KK Zagreb, 2001 wurde er bei dem Verein Co-Trainer der Herrenmannschaft. Dort arbeitete er unter Dražen Anzulović, dem er 2003 zu Cibona Zagreb folgte. Bis 2007 war Gjergja für die Mannschaft tätig, er trug als Co-Trainer zum Gewinn von drei kroatischen Meisterschaften bei. Auch bei der russischen Mannschaft Ural Great Perm war Gjergja Mitarbeiter von Dražen Anzulović. Im Februar 2008 wechselten beide nach Belgien zum Spirou BC Charleroi. Mit Charleroi wurde er als Co-Trainer zweimal belgischer Meister.
2009 vollzog Gjergja den Schritt zum Cheftrainer und übernahm in der Sommerpause das Amt beim belgischen Erstligisten Liège Basket. Er war bis Sommer 2011 für den Lütticher Verein tätig.
Ende November 2011 löste Gjergja Jean-Marc Jaumin als Trainer des BC Ostende ab. Gjergja, der die belgische Staatsbürgerschaft annahm, machte Ostende zum Serienmeister der Landes. Bis 2025 gewann er mit der Mannschaft 14 belgische Meistertitel in Folge. Weitere Erfolge kamen im belgischen Pokalwettbewerb sowie im Supercup hinzu. 2024 gewann er mit Ostende auch den Meistertitel in der belgisch-niederländischen Liga BNXT.
Im Anschluss an die Saison 2024/25 verließ Gjergja Ostende. Er wechselte zu Limoges CSP nach Frankreich.

### Nationalmannschaft
2008 arbeitete Gjergja als Co-Trainer der kroatischen U20-Nationalmannschaft und 2015 der Herrennationalmannschaft.
Im Juli 2018 übertrag ihm der belgische Basketballverband das Amt des Nationaltrainers, das er zusätzlich zu seiner Stelle in Ostende antrat.

### Erfolge
- Kroatischer Meister 2004, 2006, 2007 (jeweils als Co-Trainer)
- Belgischer Meister: 2008, 2009 (jeweils als Co-Trainer), 2012, 2013, 2014, 2015, 2016, 2017, 2018, 2019, 2020, 2021, 2022, 2023, 2024, 2025
- Belgischer Pokalsieger: 2013, 2014, 2015, 2016, 2017, 2018, 2021, 2025
- Belgischer Supercupsieger: 2014, 2015, 2017, 2018, 2021, 2022, 2023
- Belgiens Trainer des Jahres: 2013, 2017, 2018[13]
- Trainer der Jahres der BNXT-Liga: 2024[14]
- Meister der BNXT-Liga: 2024